# Aksubajewo
Aksubajewo (russisch Аксуба́ево; tatarisch Аксубай) ist eine Siedlung städtischen Typs in der Republik Tatarstan (Russland) mit 10.008 Einwohnern (Stand 14. Oktober 2010).

## Geographie
Die Siedlung liegt etwa 150 km südöstlich der Republikhauptstadt Kasan am Flüsschen Malaja Sultscha (Kleine Sultscha), das über die Bolschaja Sultscha (Große Sultscha) zum linken Wolga-Nebenfluss Großer Tscheremschan abfließt.
Aksubajewo ist Verwaltungszentrum des Rajons Aksubajewski sowie Sitz und einziger Ort der gleichnamigen Stadtgemeinde (gorodskoje posselenije).

## Geschichte
Der Ort wurde 1771 gegründet und wurde später Verwaltungssitz einer Wolost.
Seit 1930 ist Aksubajewo Zentrum eines land- und forstwirtschaftlich geprägten Rajons (seit 1965 in den heutigen Grenzen), seit 1973 Siedlung städtischen Typs.

### Bevölkerungsentwicklung
| Jahr | Einwohner |
| ---- | --------- |
| 1939 | 4.199     |
| 1959 | 3.970     |
| 1970 | 4.392     |
| 1979 | 6.172     |
| 1989 | 7.601     |
| 2002 | 9.519     |
| 2010 | 10.008    |

Anmerkung: Volkszählungsdaten

## Verkehr
Aksubajewo liegt an der Regionalstraße 16K-0098, die vom 50 km südlich gelegenen Nurlat, wo sich die nächste Bahnstation an der Strecke Uljanowsk – Tschischmy (– Ufa) befindet, nach Tschistopol an der Kama führt.